# Muzyka eksperymentalna

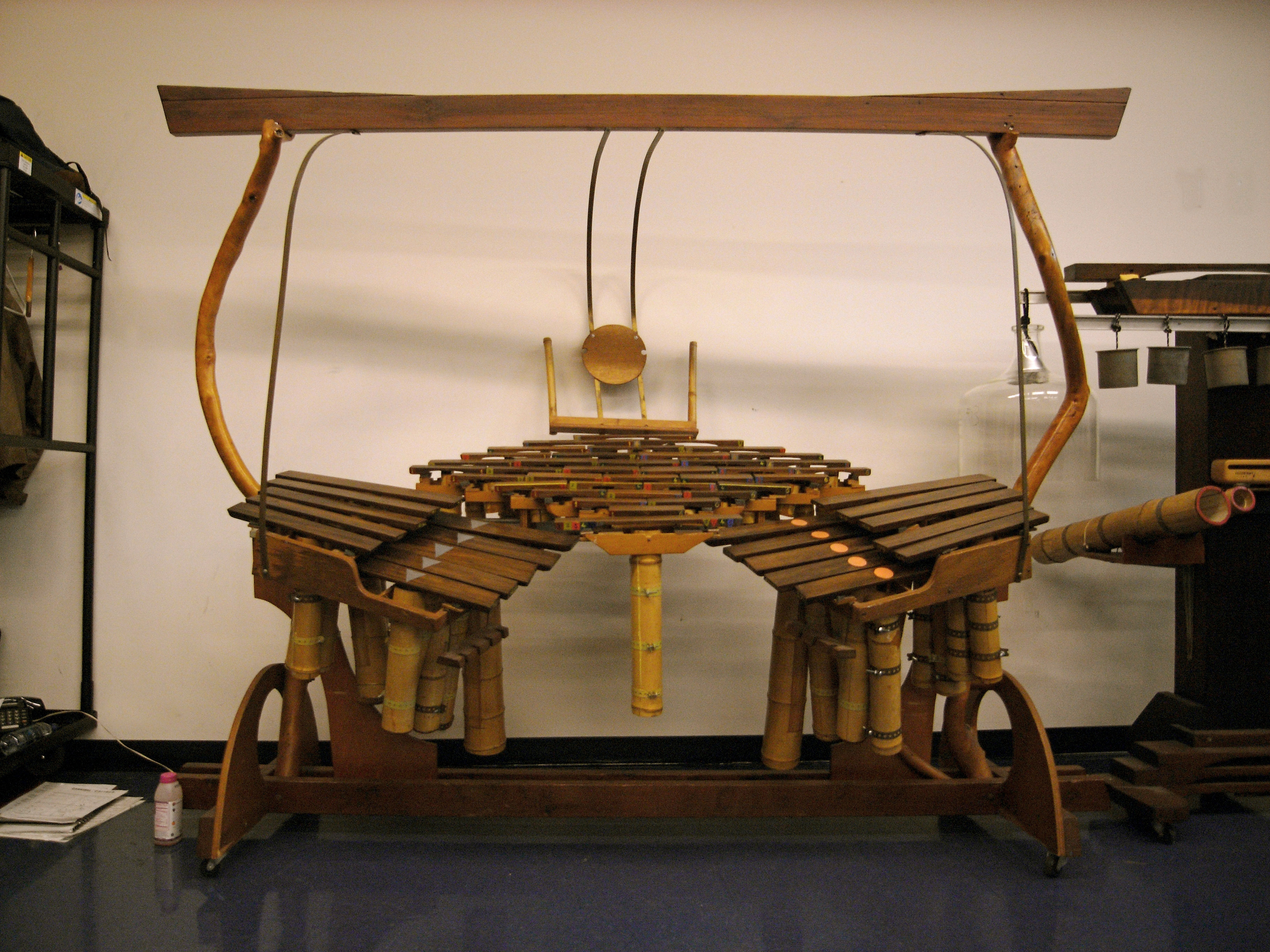
Quadrangularus Reversum 2 (Harry Partch)

Muzyka eksperymentalna – muzyka stosująca nietypowe dla muzyki popularnej i klasycznej rozwiązania artystyczne i stylistyczne. Jako eksperymentalną możemy określić muzykę, dla której faza prób i doświadczeń staje się głównym celem artystycznym, co jest osiągane poprzez rezygnację z tradycyjnych rozwiązań i konwencji. Twórca może nie planować rezultatów swojej pracy, oddając sprawczość wykonawcy, technologii lub przypadkowi. Bywa utożsamiana z muzyką elektroakustyczną lub muzyką konkretną.
Przykładowi kompozytorzy tej muzyki to: John Cage, Meredith Monk, Terry Riley, La Monte Young, Harry Partch, Philip Glass, Steve Reich, Karlheinz Stockhausen, Pierre Boulez, Iannis Xenakis.

## Charakterystyka
Muzyka eksperymentalna (zwłaszcza jej utwory XX wieku) może charakteryzować się następującymi cechami: 
- Rezygnacja ze standardowej notacji muzycznej, tworzenie graficznych partytur muzycznych.
- Skupienie bardziej na procesie tworzenia, niż na rezultacie muzycznym.
- Otwartość utworów na improwizację, procesy losowe i brak zdeterminowania ostatecznego kształtu dzieła.
- Zwiększone zaangażowanie wykonawcy kompozycji na jej ostateczny kształt; otwartość na subiektywną interpretację wykonawcy.
- Nowatorskie traktowanie instrumentów muzycznych, pozwalające na używanie ich wbrew oryginalnym przeznaczeniom (np. preparowanie fortepianu).
- Przeniesienie odpowiedzialności interpretacji dzieła na jego odbiorcę; rezygnacja z tradycyjnych mechanizmów słuchania (np. porzucenie istotności kompozycji na rzecz samego dźwięku „tu i teraz”).

Utwory muzyki eksperymentalnej mogą, ale nie muszą zawierać wszystkich tych cech. Powyższa lista została zdefiniowana przez Michaela Nymanna w książce Experimental Music: Cage and Beyond, opisując dotychczas powstałe utwory i praktyki stosowane przez ich kompozytorów.

## W Polsce
Znaczącym ośrodkiem tworzenia muzyki eksperymentalnej w Polsce było Studio Eksperymentalne Polskiego Radia, założone w 1957 roku, silnie inspirowane nurtem muzyki eksperymentalnej rozumianej jako połączenie muzyki awangardowej, elektronicznej i konkretnej. 
To właśnie w Studio Eksperymentalnym stworzono pierwszy utwór na taśmę w Polsce: Etiudę na jedno uderzenie w talerz Włodzimierza Kotońskiego. Cały materiał dźwiękowy etiudy opierał się na jednym dźwięku uderzenia pałką w talerz turecki, który był następnie elektronicznie przetwarzany i modyfikowany. Utwór debiutował na koncercie muzyki eksperymentalnej w ramach Warszawskiej Jesieni w 1960 roku.
Od 2004 roku wydawany jest magazyn „Glissando”, skupiający się na różnych formach muzyki eksperymentalnej, sound studies oraz muzykologii. 